# Purple Kiss
Purple Kiss (кор. 퍼플키스; яп. パープルキス; стилізується PURPLE K!SS; читається як «Пьорпл Кіс») — південнокорейський дівочий гурт, сформований у 2020 році компанією RBW Entertainment. Гурт складається із шести учасниць: Ґоин, Досі, Іре, Юкі, Чеін та Свон. Дебют гурту відбувся 15 березня 2021 року з мініальбомом Into Violet. Серед широкої публіки учасниці гурту відомі своїми високими та водночас гармонійними танцювальними та вокальними вміннями, живим співом та тим, що вони безпосередньо беруть участь у написанні лірики та створенні хореографій. Учасниця Джіин покинула гурт у листопаді 2022 року.

## Назва та фандом
Назва PURPLE K!SS складається з двох слів: «Purple» та «Kiss». «Purple» позначає музичний колір групи, а «Kiss» позначає силу кохання. Суть назви гурту полягає у тому, що учасниці прагнуть передати свою любов через багатогранний колорит у музиці. Назва фандому — «Plory» — утворена внаслідок поєднання слів «purple» та «glory» (англ. «слава»). Вона означає, що гурт та фандом проведуть славетні та прекрасні моменти разом.

## Кар'єра

### Додебютні активності
У березні 2018 року RBW запустили YouTube-канал під назвою 365 Practice з метою популяризувати своїх трейні до того, як вони офіційно дебютують. На цих відеозаписах можна побачити трейні, які не увійшли до фінального складу гурту.
Майбутні учасниці гурту брали участь у корейських реаліті-шоу та інших подібних заходах. У 2011 та 2014 роках Чеін з'являлася у першому та третьому сезонах K-pop Star. Наприкінці 2017 року Досі брала участь у Mix Nine, де у фінальному підсумку посіла 74-те місце. У червні 2018 року Пак Джіин та На Ґоин взяли участь у шоу на виживання Produce 48, посівши 80-е та 29-е місця відповідно.
25 травня 2019 року 365 Practice провели мініконцерт під назвою «All-Ways». Так вони відсвяткували відсвяткувати 100 000 підписників на своєму YouTube-каналі. У липні Свон записала провідний вокал для пісні Чонхи «Snapping». 2 листопада трейні супроводжували учасницю Mamamoo Мунбьоль на благодійному фестивалі Seongdong Fashion Sewing Village.
Пізніше учасниці брали участь у таких музичних проектах, як LunCHbox, а Досі, Свон і Ґоин виступали з різними відомими виконавцями. Юкі та Єсоль (колишня трейні) взяли участь у записі композиції «Be With You», що увійшла до альбому Хвана Сончіна Hwang Sung Jin Project Secondary Words Vol.2. Ґоин записала сингл «Fly» для саундтреку до телесеріалу «Божевільний» 2019 року. 26 травня 2020 року усі учасниці разом із Oneus з'явилася як танцюристки у музичному відео гурту Onewe «End of Spring».

#### Формування гурту та переддебютні сингли
19 червня 2020 року на каналі 365 Practice був випущений дебютний трейлер, де було представлено назву майбутнього гурту — Purple Kiss. Учасниці гурту: Джіин, Ґоин, Досі, Іре, Юкі, Чеін та Свон — були представлені публіці у період з 20 липня по 1 серпня у окремих трейлерах, а 3 серпня був випущений груповий трейлер.
26 листопада 2020 року Purple Kiss випустили свій преддебютний цифровий сингл «My Heart Skip a Beat». Через пов'язану зі станом здоров'я перерву Свон не брала участі ні у записі синглу, ні у зніманнях музичного відео. Пісня здобула позитивні відгуки корейських ЗМІ. Хореографію до неї поставили самі учасниці, а реп-партія була написана Юкі.
3 лютого 2021 року був випущений другий преддебютний сингл гурту — «Can We Talk Again». В його підготовці взяли участь усі сім учасниць.

### 2021: Дебют зInto VioletтаHide and Seek
15 березня 2021 року Purple Kiss дебютували з мініальбомом Into Violet та головною композицію «Ponzona». Альбом посів 11 місце в чарті альбомів Gaon, а «Ponzona» посіла 99-е місце в чарті завантажень. 26 березня гурт виступив на сцені музичного шоу Simply K-Pop телеканалу Arirang TV, виконавши пісні «Intro: Crown» та «Ponzona». 4 квітня вони виступили на шоу Inkigayo з піснею «Ponzona».
8 вересня Purple Kiss випустили другий мініальбом Hide & Seek з головним синглом «Zombie». Всі учасниці гурту приймали активну участь у написанні пісень для нового альбому, а головний трек був написаний Юкі за участю Кіа з гурту Onewe.
18 грудня вийшов перший цифровий сингл гурту «My My».

### 2022–донині:MemeMтаGeekyland
29 березня 2022 року гурт випустив свій третій мініальбом memeM з однойменним головним треком. 10 квітня Purple Kiss виступили на музичному шоу Inkigayo з однойменним треком.
25 липня 2022 року Purple Kiss випустили свій четвертий мініальбом Geekyland з головним синглом «Nerdy».
18 листопада 2022 RBW оголосили, що Пак Джіин вирішила покинути Purple Kiss у зв'язку з її станом здоров'я та тривожним розладом. Гурт продовжить діяльність з шістьома учасницями.
15 лютого 2023 Purple Kiss випустили свій п'ятий мініальбом Cabin Fever, з головним синглом «Sweet Juice».

## Учасниці
| Сценічний псевдонім | Сценічний псевдонім | Сценічний псевдонім | Справжнє ім'я | Справжнє ім'я  | Справжнє ім'я     | Дата народження            | Позиція у гурті                          |
| Українською         | Латиницею           | Хангилем            | Українською   | Латиницею      | Хангилем / кандзі | Дата народження            | Позиція у гурті                          |
| ------------------- | ------------------- | ------------------- | ------------- | -------------- | ----------------- | -------------------------- | ---------------------------------------- |
| Ґоин                | Goeun               | 고은                | На Ґоин       | Na Go Eun      | 나고은            | 3 вересня 1999 (25 років)  | Головна вокалістка, танцюристка          |
| Досі                | Dosie               | 도시                | Чан Инсон     | Jang Eun Seong | 장은성            | 11 лютого 2000 (25 років)  | Головна танцюристка, вокалістка          |
| Іре                 | Ireh                | 이레                | Чо Сойон      | Cho Seo Young  | 조서영            | 30 квітня 2002 (22 роки)   | Головна танцюристка, вокалістка          |
| Юкі                 | Yuki                | 유키                | Морі Коюкі    | Mori Koyuki    | もうりこゆき      | 6 листопада 2002 (22 роки) | Головна реперка, танцюристка, вокалістка |
| Чеін                | Chaein              | 채인                | Лі Чейон      | Lee Chae Young | 이채영            | 5 грудня 2002 (22 роки)    | Головна вокалістка, танцюристка, реперка |
| Свон                | Swan                | 수안                | Пак Суджін    | Park Su Jin    | 박수진            | 11 липня 2003 (21 рік)     | Головна вокалістка, макне                |
| Колишні учасниці    |                     |                     |               |                |                   |                            |                                          |
| Джіин               | Jieun               | 지은                | Пак Джіин     | Park Ji Eun    | 박지은            | 4 вересня 1997 (27 років)  | Вокалістка, реперка                      |

## Дискографія

### Мініальбоми
| Назва       | Деталі мініальбому | Пікові позиції у чартах | Пікові позиції у чартах | Продажі                  |
| Назва       | Деталі мініальбому | KOR                     | JPN                     | Продажі                  |
| ----------- | --- | ----------------------- | ----------------------- | ------------------------ |
| Into Violet | - Реліз: 15 березня 2021 - Лейбл: RBW - Формат: CD, цифрове завантаження, стриминг | 11                      | —                       | - Південна Корея: 29,985 |
| Hide & Seek | - Реліз: 8 вересня 2021 - Лейбл: RBW - Формат: CD, цифрове завантаження, стриминг | 5                       | —                       | - Південна Корея: 43,924 |
| MemeM       | - Реліз: 29 березня 2022 - Лейбл: RBW - Формат: CD, цифрове завантаження, стриминг | 7                       | —                       | - Південна Корея: 36,140 |
| Geekyland   | - Реліз: 25 липня 2022 - Лейбл: RBW - Формат: CD, цифрове завантаження, стриминг | 7                       | —                       | - Південна Корея: 38,502 |
| Cabin Fever | - Реліз: 15 лютого 2023 - Лейбл RBW - Формат: CD, цифрове завантаження, стриминг | 18                      | —                       | - Південна Корея: 26,527 |
| Японські    | |                         |                         |                          |
| Dear Violet | - Реліз: 22 березня 2023 - Лейбл: Victor Entertainment - Формат: CD, цифрове завантаження, стриминг Трек-лист 1. «Sweet Juice -Japanese ver.-» 2. «Nerdy -Japanese ver.-» 3. «memeM -Japanese ver.-» 4. «tonari» 5. «Zombie -Japanese ver.-» 6. «Ponzona -Japanese ver.-» | —                       | 12                      | - Японія: 4,856          |

### Сингл-альбоми
| Назва | Деталі альбому | Пікові позиції у чартах | Продажі                  |
| Назва | Деталі альбому | KOR                     | Продажі                  |
| ----- | --- | ----------------------- | ------------------------ |
| Festa | - Реліз: 5 вересня 2023 - Лейбл: RBW - Формат: CD, цифрове завантаження, стриминг Трек-лист 1. «7Heaven» 2. «Biscuit» 3. «Mistake» | 13                      | - Південна Корея: 30,810 |

### Сингл
| «My Heart Skip a Beat»                                                           | 2020 | —   | Into Violet       |
| «Can We Talk Again»                                                              | 2021 | —   | Into Violet       |
| «Ponzona»                                                                        | 2021 | 99  | Into Violet       |
| «Zombie»                                                                         | 2021 | 89  | Hide & Seek       |
| «My My»                                                                          | 2021 | —   | Сингл без альбому |
| «memeM» (кор. 맴맴)                                                              | 2022 | 118 | MemeM             |
| «Nerdy»                                                                          | 2022 | 63  | Geekyland         |
| «Sweet Juice»                                                                    | 2023 | 27  | Cabin Fever       |
| «7Heaven»                                                                        | 2023 | 66  | Festa             |
| «—» релізи, що не потрапили у чарти або не були випущені у відповідних регіонах. |      |     |                   |

### Колаборації
| Назва                  | Рік  | Альбом            |
| ---------------------- | ---- | ----------------- |
| «Find You» (з Lulupop) | 2021 | Сингл без альбому |

### Інші пісні у чартах
| Назва            | Рік  | Пікові позиції у чартах | Альбом      |
| Назва            | Рік  | KOR Down.               | Альбом      |
| ---------------- | ---- | ----------------------- | ----------- |
| «Love Is Dead»   | 2022 | 194                     | Geekyland   |
| «Summer Rain»    | 2022 | 152                     | Geekyland   |
| «Autopilot»      | 2023 | 135                     | Cabin Fever |
| «Agit»           | 2023 | 163                     | Cabin Fever |
| «T4ke»           | 2023 | 171                     | Cabin Fever |
| «So Far So Good» | 2023 | 177                     | Cabin Fever |

## Фільмографія

### Реаліті-шоу
| Рік  | Назва                 | Мережа  | Прим.  |
| ---- | --------------------- | ------- | ------ |
| 2021 | Literally Purple Kiss | YouTube | [ 49 ] |
| 2021 | Perky Holiday         | YouTube | [ 50 ] |

## Відеографія

### Музичні відео
| Рік  | Назва                  | Режисер(и)                            | Тр-сть | Нотатки                   | Прим.  |
| ---- | ---------------------- | ------------------------------------- | ------ | ------------------------- | ------ |
| 2020 | «My Heart Skip a Beat» | Hong Won Ki, Park Sang Won (Zanybros) | 3:37   | Пре-дебютне музичне відео | [ 51 ] |
| 2021 | «Can We Talk Again»    | Hong Won Ki, Hyemi Seo (Zanybros)     | 3:34   | Пре-дебютне музичне відео | [ 52 ] |
| 2021 | «Ponzona»              | Zanybros                              | 3:41   | Дебютні музичні кліпи     | [ 53 ] |
| 2021 | «Zombie»               | Zanybros                              | 3:39   | Перший камбек             | [ 54 ] |
| 2021 | «My My»                | Н/Д                                   | 3:33   | —                         | [ 55 ] |
| 2022 | «MemeM»                | Hong Won Ki, Hyemi Seo (Zanybros)     | 3:15   | —                         | [ 56 ] |
| 2022 | «Nerdy»                | Hong Won Ki, Hyemi Seo (Zanybros)     | 3:32   | —                         | [ 57 ] |

## Нагороди та номінації
| Нагорода                 | Рік  | Категорія                       | Номінант / Робота | Результат | Прим.  |
| ------------------------ | ---- | ------------------------------- | ----------------- | --------- | ------ |
| Asia Artist Awards       | 2021 | Female Idol Popularity Award    | Purple Kiss       | Номінація | [ 58 ] |
| Asian Pop Music Awards   | 2020 | Best New Artist (Overseas)      | Purple Kiss       | Номінація | [ 59 ] |
| Brand of the Year Awards | 2021 | Female Rookie Idol Award        | Purple Kiss       | Номінація | [ 60 ] |
| Golden Disc Awards       | 2022 | Rookie Artist of the Year       | Purple Kiss       | Номінація | [ 61 ] |
| Golden Disc Awards       | 2022 | Seezn Most Popular Artist Award | Purple Kiss       | Номінація | [ 62 ] |
| Hanteo Music Awards      | 2021 | Rookie Award – Female Group     | Purple Kiss       | Номінація | [ 63 ] |
| Seoul Music Awards       | 2022 | Rookie of the Year              | Purple Kiss       | Номінація | [ 64 ] |
| Seoul Music Awards       | 2022 | Popularity Award                | Purple Kiss       | Номінація | [ 64 ] |
| Seoul Music Awards       | 2022 | K-wave Popularity Award         | Purple Kiss       | Номінація | [ 64 ] |